# Paranura nalo
Paranura nalo är en urinsektsart som beskrevs av Christiansen och Bellinger 1992. Paranura nalo ingår i släktet Paranura och familjen Neanuridae. Inga underarter finns listade i Catalogue of Life.